# Істок (община)
Істок (серб. Исток) — община в Косові, входить у Пецький округ.
Займана площа 464 км².
Адміністративний центр громади — місто Істок. Община Істок складається з 50 населених пунктів, середня площа населеного пункту 9,3 км².